# Robert Führer
Robert Johann Nepomuk Führer, né le 2 juin 1807 à Prague et mort le 28 novembre 1861 à Vienne, est un musicien d'église et compositeur tchèque.

## Biographie
Robert Johann Nepomuk Führer naît le 2 juin 1807 à Prague.
En 1817 il devient vocaliste dans le chœur de la cathédrale de Prague. À partir de 1823, il est organiste assistant à la cathédrale. Il devient organiste de la cathédrale en 1826, professeur à l'école d'orgue en 1830 et maître de chapelle de la cathédrale de Prague en 1839, succédant ainsi à son professeur Jan August Vitásek. À partir de 1838, il occupe également le poste d'organiste à la collégiale de Strahove. Musicien d'église peu recommandable, il fait notamment passer la Messe en sol majeur de Schubert pour la sienne auprès d'un éditeur. En 1845, il perd son poste pour fraude ; il quitte alors sa famille et vit, le plus souvent temporairement, entre autres à Salzbourg (1846-1849), Munich, Augsbourg, Freising, Braunau am Inn, Gmunden (1854/1855) et Ried im Innkreis. Il donne de nombreux concerts avec le violoniste J. Gärtner. Après avoir purgé une peine à la maison d'arrêt de Garsten en 1859/1860 - c'est là que le directeur de la prison et compositeur Carl Santner (1819-1885) devient son ami. Robert Führer vit à Vienne, où il meurt pauvre et abandonné dans un hôpital le 28 novembre 1861.